# ГЕС Брев'єр
ГЕС Брев'єр (фр. Brévières) — гідроелектростанція на південному сході Франції. Становить верхній ступінь в каскаді на річці Ізер (ліва притока Рони), яка бере початок у Грайських Альпах на південь від масиву Монблан.
Накопичення ресурсу для роботи каскаду здійснюється у водосховищі Lac du Chevril площею поверхні 3,2 км2 та об'ємом 230 млн м3, яке утримує аркова бетонна гребля Tignes висотою 180 метрів, довжиною 296 метрів та товщиною від 10 до 44 метрів, на спорудження якої пішло 632 тис. м3 матеріалу.
Окрім прямого стоку до Lac du Chevril подається додатковий ресурс:
- з південного сходу із верхів'я Арку (велика ліва притока Ізеру). При цьому споруджена у сточищі Арку водозабірна система може спрямовувати ресурс як на північний захід до Lac du Chevril, так і на південний захід до водосховища Lac-du-Mont-Cenis (живить ГЕС Віллароден та ГЕС Венаус).
- з заходу із верхів'я іншої лівої притоки Ізеру Le Ponturin, басейн якої лежить між Арком та Ізером.
Також можна зазначити, що вода із правої притоки Ізеру Ruisseau-de-la-Sassière, яка напряму впадає у сховище Lac du Chevril, потрапляє сюди переважно транзитом через ГЕС Chevril потужністю 21 МВт, споруджену для використання перепаду в 416 метрів. При цьому через дану станцію також надходить вода, відібрана із двох інших правих приток Ізеру — Nant Cruet та Ruisseau-du-Clou, які впадають у нього нижче за греблю Tignes.
Машинний зал станції Brévières розташований дещо нижче від сховища. Він обладнаний трьома турбінами типу Френсіс потужністю по 32 МВт, які при напорі у 233 метри забезпечують виробництво 194 млн кВт-год на рік.
Відпрацьована вода відводиться у створений на Ізері нижній балансуючий резервуар, звідки спрямовується одразу до третього ступеню каскаду ГЕС Малговерт (між останньою та Брев'єр ще діє станція Viclaire, яка втім не зав'язана з ними в одну технологічну схему).